# Иосса, Андрей Николаевич
Андрей Николаевич Иосса (1850—1907) — архитектор Санкт-Петербургского учебного округа и Горного института.

## Биография
Родился 26 октября (7 ноября) 1850 года в лютеранской семье подполковника Николая Андреевича Иосса (1815—1887) и Софии Ивановны (дочери подполковника Миллера) (1831—1894).
Первым представителем рода Иосса в России был прадед Андрея, горный мастер Габриэль Иосса (Иотц), подданный ландграфства Гессен-Дармштадт, приглашённый в числе других немецких мастеров по указу Екатерины II в 1783 году.
Дед Андрея, Андрей Григорьевич Иосса (1777—1829), тоже был горным мастером, маркшейдером 9 класса. Долгое время семья жила на Алтае, где отец Андрея работал горным инженером. В дальнейшем семья переехала в Санкт-Петербург, где отец Андрея получил место начальника Механических производств Санкт-Петербургского Монетного двора. Андрей рос не единственным в семье, у него были братья Григорий (род. 10.08.1852), Николай (род. 27.01.1855) и сестра Софья (род. 28.05.1859).
В Санкт-Петербурге Андрей учился в гимназии К. Мая, с 1860 по 1862 годы. Среднее образование Андрей Иосса получил, закончив Олонецкую губернскую гимназию. Его аттестат составляли преимущественно удовлетворительные оценки.
После гимназии Андрей Иосса поступил на юридический факультет Санкт-Петербургского университета. Однако, в 1872 году подал прошение о принятии вольнослушателем в Академию художеств. При поступлении в неё он указал уже православное исповедание. Был зачислен вольнослушателем по классу живописи, но уже в 1873 году перешёл на архитектурное отделение. Получил награды: в 1878 году — серебряную медаль 2-й степени, в 1879 году — серебряную медаль 1-й степени, в 1880 году — золотую медаль 2-й степени за программу «Проект Городской думы». В том же году получил звание классного художника 2-й степени. Был пенсионером его Величества.
Впоследствии А. Н. Иосса занимал должность архитектора Санкт-Петербургского учебного округа ведомства Министерства народного просвещения и Горного института, принимал участие в проектировании, строительстве, надзоре и модернизации зданий учебных заведений. Имел чин статского советника.

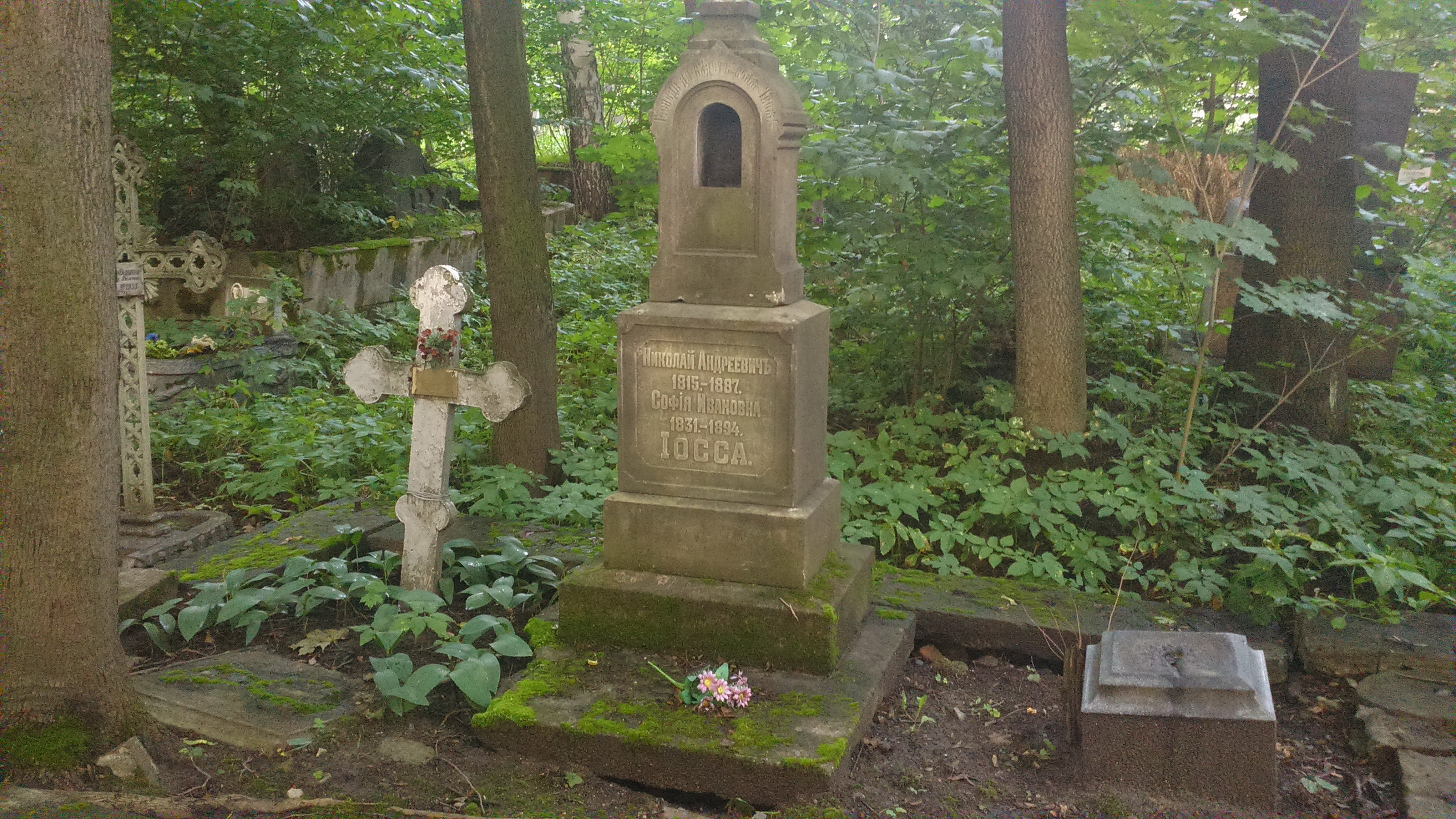
Могила родителей архитектора А. Н. Иоссы

Скончался 12 (25) апреля 1907 года от сердечной болезни; отпевание состоялось в церкви Св. Александра Невского при Первом реальном училище и был похоронен 14 апреля на Смоленском православном кладбище. Его могила — светлый мраморный крест на постаменте — находится у восточного фасада Часовни Ксении Блаженной. На этом же кладбище, на расстоянии нескольких десятков метров от могилы сына к востоку (ко входу с Камской ул.), на западной стороне Прямой дорожки, находится могила его родителей.

### Адреса
- Санкт-Петербург, В. О., 8-я линия, д. 21[10].

## Основные работы
- Дворовый флигель с домовым храмом при 2-й гимназии Императора Александра I. Гривцова пер, 12 / Казанская ул, 27 — 1883 г.
- Здание 7-й гимназии. Кирилловская ул., 11 — 1884—1886 гг.[11]
- Трехэтажный директорский флигель с домовой церковью при 1-м реальном училище Императора Александра III. Большой пр. В. О., 34 — 1890—1891 гг.
- Трехэтажный директорский флигель с домовой церковью для 7-й гимназии. 12-я линия В. О., 5 и Большой проспект В. О., 34 — 1890—1891 гг.
- Дворовый флигель с домовым храмом при Ларинской (4-й) гимназии. 6-я линия В. О., 15 — 1897—1898 гг. Эвальд В. В., завершён А. Н. Иосса[12].
- Здание 2-го реального училища. Ул. 8-я Рота (ныне 8-я Красноармейская ул.), 3 — 1898—1900 гг.
- Царскосельское реальное училище Императора Николая II. Госпитальная ул., 24. 1901—1902 гг. Проект А. Н. Иоссы и придворного архитектора С. А. Данини.
- Здание Химико-технического училища. Хрустальная ул., 14. 1896—1898.
- Доходный дом. 14-я линия В. О., 31-33, левая часть. 1899.
- Доходный дом. Наб. канала Грибоедова, 96 — М. Подьяческая ул., 2. Перестройка. 1899—1900.[13]
- Доходный дом. 14-я линия В. О., 1, левая часть. 1901.

## Семья
Ещё числясь учеником Академии художеств 9 января 1881 года он женился на дочери действительного статского советника Елене Фёдоровне Коберской. Спустя пять лет, 20 апреля 1886 года он женился второй раз — на Ольге Юлиановне Босяцкой; 6 февраля 1887 года у них родился сын Александр.

## Архивная литература
Академия художеств Министерства Императорского двора //   РГИА. Ф. 789. Оп. 8. Д. 187 (Дело правления Императорской академии художеств. Iоссъ Андрей). — 1872 г.